# Luigi Infantino
Luigi Infantino (Racalmuto, 24 aprile 1921 – Roma, 22 giugno 1991) è stato un tenore italiano.

## Biografia
Da ragazzo venne avviato allo studio della musica e imparò a suonare il flauto, entrando a far parte della banda del paese. Nel 1937 iniziò a studiare canto, ma presto interruppe avendo vinto un concorso di flautista nella banda della Regia Marina a La Spezia. Riprese lo studio durante la seconda guerra mondiale al conservatorio di Parma con Italo Brancucci e nel 1943 debuttò al Teatro Regio ne La bohème.
Con lo stesso ruolo esordì nel 1945 al Teatro San Carlo di Napoli e in tournée con il teatro napoletano debuttò l'anno dopo alla Royal Opera House di Londra con Rigoletto, seguito da La bohème. Dopo regolari esibizioni a Napoli e Bologna, nel 1947 venne scritturato come artista ospite alla New York City Opera, interpretando La traviata, Rigoletto, Madama Butterfly, La bohème, Il barbiere di Siviglia, Don Giovanni.
Nel 1948, nella stagione della riapertura dopo i danni subiti durante la guerra, vi fu l'importante debutto al Teatro alla Scala di Milano ne I pescatori di perle, cui fece seguito La Cenerentola, interpretata nello stesso anno anche all'Arena di Verona. Nel 1949 tenne una serie di concerti in Inghilterra e in Australia. Nel 1953 apparve al Teatro dell'Opera di Helsinki e nel 1954 alla Fenice di Venezia in Lucia di Lammermoor, accanto a Maria Callas.
Nel 1961 e 1962, al Teatro dell'Opera di Roma, creò i ruoli di protagonista in Amleto di Mario Zafred e ne La stirpe di Davide di Franco Mannino. Nel 1964 riprese il ruolo di Edgardo all'Opera di Bombay. Cantò di frequente anche in produzioni radiofoniche della Rai, dove fece la sua ultima esibizione ne Il diavolo in giardino di Mannino nel 1973.
Sposò l'attrice Sarah Ferrati, dalla quale ebbe una figlia.

## Discografia
- La traviata, con Adriana Guerrini, Paolo Silveri, dir. Vincenzo Bellezza - EMI 1946
- Il barbiere di Siviglia con Giuseppe Taddei, Giulietta Simionato, Carlo Badioli, Antonio Cassinelli, dir. Fernando Previtali - Cetra 1950
- Rigoletto (selezione), con Paolo Silveri, Dolores Wilson, Giulio Neri, Fernanda Cadoni, dir. Mario Rossi - dal vivo Torino-RAI 1951 ed. Lyric Distribution//OOA
- Gunther von Schwarzburg (in italiano), con Anna Moffo, Giacinto Prandelli, Orietta Moscucci, dir. Oliviero De Fabritiis - dal vivo RAI-Roma 1960 ed. Myto
- I maestri cantori di Norimberga (in italiano), con Boris Christoff, Renato Capecchi, Vito Susca, Bruna Rizzoli - dal vivo RAI-Torino 1962 ed. Melodram/Datum
- Loreley, con Gigliola Frazzoni, Dora Carral, Piero Guelfi, dir. Armando La Rosa Parodi - dal vivo RAI-Roma 1963 ed. House of Opera